# Pompeu Fabra i Poch
Pompeu Fabra i Poch   (la Salut, 20 de febrer de 1868 - Prada, 25 de desembre de 1948) va ser un filòleg català conegut com el «seny ordenador de la llengua catalana» per la seva tasca de capdavanter establidor de la normativa moderna de la llengua catalana.
Josep Pla escrigué que «Fabra ha estat el català més important del nostre temps perquè és l'únic ciutadà d'aquest país, en aquesta època, que, havent-se proposat d'obtenir una determinada finalitat pública i general, ho aconseguí d'una manera explícita i indiscutible».

## Biografia

### Infantesa
Pompeu Fabra va néixer l'any 1868 al número 32 del carrer de la Mare de Déu de la Salut, al barri de la Salut de l'antiga vila de Gràcia, i més tard també va viure al carrer Gran de Gràcia, núm. 87. Era fill de Josep Fabra i Roca i Carolina Poch i Martí. Va tenir dotze germans i ell era el més petit de tots; però en van morir deu i van restar ell i dues germanes. Quan tenia cinc anys (1873) es va proclamar la I República a l'Estat espanyol i el seu pare, que era republicà, va ser elegit batlle de la vila. Encara que la família es va traslladar al carrer de la Diputació de Barcelona quan tenia 6 anys, ell sempre va recordar el seu origen gracienc.
El seu pare va exercir sobre ell una gran influència durant la seva infantesa i joventut, tant pels primers contactes amb alguns diccionaris i gramàtiques que corrien per casa, com el Diccionari de la llengua catalana ab la correspondencia castellana y llatina, de Pere Labèrnia, i la Gramática de la lengua catalana, d'Antoni de Bofarull i Adolf Blanch, com per la tria de la carrera d'enginyer, en la qual va influir el seu pare, que, tanmateix, no va poder veure completada a causa de la seva mort el 1888.

### Uns inicis fecunds i polèmics
Fabra va començar estudis d'enginyeria industrial que progressivament va alternar amb una forta inclinació autodidacta per la filologia i el 1889 entra com a redactor a L'Avenç, que en 1891 li va publicar a la seva editorial la gramàtica Ensayo de gramática del catalán moderno, en què, per primera vegada amb metodologia científica, es descriu la llengua parlada amb una acurada transcripció fonètica.
Juntament amb Joaquim Casas Carbó i Jaume Massó i Torrents, Fabra va emprendre la segona campanya lingüística de la revista L'Avenç, que durà tot el 1892 i va consistir en una sèrie de denses notes, generalment no signades, que la revista va publicar sota la rúbrica de «La Reforma Lingüística» a partir del número de març, i que «aportaven una justificació teòrica dels canvis ortogràfics que s’anaven adoptant sobre la marxa» i que van ser els primers intents científics de sistematització de la llengua, intents que van provocar arborades polèmiques i van constituir l'esbós de la futura normativització. Des de L'Avenç, Pompeu Fabra va publicar articles utilitzant el pseudònim Esteve Arnau, per a evitar la confrontació directa i la crítica a persones reals i concretes amb una trajectòria formada en aquell moment, a més per a ocultar la seva participació en una revista de la qual se sentia allunyat ideològicament.
Amb tot, les propostes es podien considerar revolucionàries, difícils d'acceptar per la majoria tradicionalista composta pels floralistes, alguns dels escriptors més reconeguts de la Renaixença com Narcís Oller, Víctor Català i Àngel Guimerà, i els mitjans periodístics. La campanya de L'Avenç va provocar la reacció dels tradicionalistes, que van contraatacar, que era justament el que cercaven els impulsors de la campanya. Un clar exemple fou l'article de Fabra a La Vanguardia el 22 de març de 1892 titulat «Sobre la reforma lingüística y ortográfica», amb el qual contestava un d'anterior d'Omar i Barrera al mateix diari, i presentava en síntesi el seu programa d'actuació.
En 1895 va presentar Contribució a la gramàtica de la llengua catalana al premi extraordinari a la millor gramàtica dels jocs florals de 1895, contraris a les seves teories, i que va quedar desert, i de nou als de 1896, en què la comissió li va atorgar un accèssit. No es va publicar fins 1898 per la Tipografia de L'Avenç perquè Fabra temia un parany si la publicava la comissió dels jocs. L'obra es considera una fita crucial de la gramatització del català modern.

### De Bilbao a Badalona
El 1902 guanyà per oposició la càtedra de química de l'Escola d'Enginyers de Bilbao. El 5 de setembre de 1902 es casava amb Dolors Mestre a l'església de Sant Vicenç de Sarrià, poc abans que comencés el curs. La parella es va quedar a viure a Bilbao durant 10 anys i hi van tenir tres filles: Carola (Bilbao, 1904-1998), Teresa (Bilbao, 1908-1948) i Dolors (Bilbao, 1912-1993). Malgrat l'allunyament del país, durant aquells anys intensificà la seva dedicació a la filologia. El 1912, després de ser catedràtic de la Universitat de Bilbao, va decidir abandonar el seu lloc de treball i tornar a Catalunya a dedicar-se a la tasca lingüística que, d'altra banda, no havia deixat mai tot i ser al País Basc. La família Fabra no es va instal·lar a Barcelona, sinó a Badalona. Les raons de la decisió de Fabra fou a causa de la seva filla mitjana, Teresa, tenia la salut delicada i els metges els havien recomanat aires i abundants banys de mar. La ciutat de Badalona, situada ben bé a la costa, li oferia aquesta proximitat al mar i una bona comunicació amb les seves feines a la universitat a i l'Institut d'Estudis Catalans. A més, des que havia viscut a Begoña, Fabra li agradava viure a ciutats més petites, lluny de les grans aglomeracions de les capitals. Fabra va viure a Badalona fins que hagué de marxar a l'exili el 1939, i hi va tenir una important vida social, entre d'altres, va ser el primer director de l'Escola Municipal d'Arts i Oficis, on va fer amistat amb altres mestres o col·legues, com Pau Rodon i Amigó. Es van fer molt conegudes a la ciutat nombroses anècdotes i, especialment, les tertúlies que mantenia quan coincidia amb amistats o coneguts en els seus viatges en tramvia, un mitjà de transport del qual n'era un enamorat, de Badalona a Barcelona, i viceversa.
El 1906 va participar en el I Congrés Internacional de la Llengua Catalana amb la comunicació Qüestions d'ortografia catalana. El seu prestigi intel·lectual en va sortir enormement reforçat, fins al punt que Prat de la Riba el cridà per a dirigir un projecte de normativització lingüística del català. Aleshores tornà a Catalunya, fou nomenat fundador de la Secció Filològica de l'IEC i ocupà una càtedra dels Estudis Universitaris Catalans. El 1912 edità una Gramática de la lengua catalana, encara en castellà; un any després donà a conèixer les Normes ortogràfiques (1913) –una llarga reforma ortogràfica, promulgada per l'Institut d'Estudis Catalans–, les quals, juntament amb fervoroses adhesions, provocaren un corrent contrari d'opinió. Un dels punts bàsics de l'ortografia defensada per Fabra va ser el respecte envers la pronúncia dels dialectes i l'etimologia dels mots. El Diccionari ortogràfic (1917) completà les Normes del 1913.

### Un mestratge eficaç

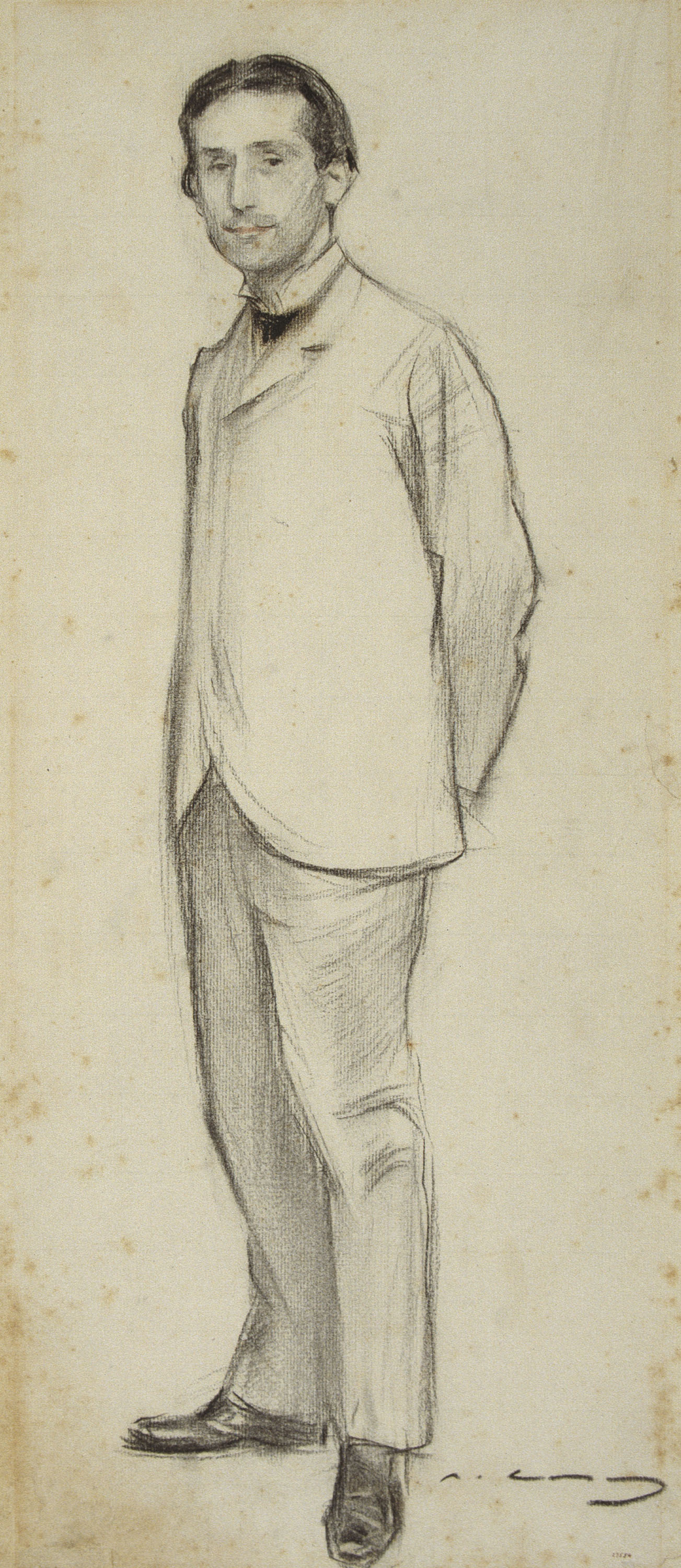
Pompeu Fabra de jove, vist per Ramon Casas (MNAC).

A partir del 1918, amb la publicació de la Gramàtica catalana, adoptada, a la pràctica, com a oficial, s'enceta una etapa que s'enllesteix el 1931 amb la publicació del Diccionari general de la llengua catalana. Del mateix any és el Curs mitjà de gramàtica catalana, pensat especialment per a l'escola i reeditat, el 1968, amb el títol d'Introducció a la gramàtica catalana. Les Converses filològiques (1924) sorgiren de l'anhel fabrià de divulgar les seves reflexions lingüístiques. Són articles relativament breus, publicats originalment al diari republicà La Publicidad, que exposen i resolen dubtes idiomàtics molt freqüents. Les notes constitueixen lliçons pràctiques, redactades en un estil espontani, com a resposta a consultes que li lliuraven o trametien els lectors, establint un lligam directe i de proximitat.
L'any 1925 va començar a treballar a la Diputació de Barcelona, precisament a la Secció de Foment i Instrucció Pública i Belles Arts. El 1927 va ser nomenat professor de Prosòdia Catalana a l'Institut del Teatre.
La presència del mestratge de Pompeu Fabra en alguns indrets de les comarques gironines es concretà a partir dels inicis dels anys 30. La relació amb mn. Ignasi Enric Jordà i Caballé (1886-1977), sacerdot i catedràtic de gramàtica catalana a la Normal de Girona (Escola de Mestres de Girona), portà el Mestre a pronunciar conferències i a impartir algunes lliçons, de manera presencial o per correspondència, de gramàtica catalana.
Mereix una menció especial el Curset de Gramàtica Catalana de Santa Coloma de Farners l'estiu de l'any 1931. El text introductori de la butlleta d'inscripció de la comissió organitzadora diu: «Davant del gran interès que ha desvetllat arreu de Catalunya l'ensenyament del català, Santa Coloma no pot quedar enrere, a aquest fi s'ha organitzat un curset de Gramàtica Catalana». Sortosament, de la cloenda del curs comptem amb una fotografia que il·lustra el succés de la convocatòria. Hi apareixen, entre d'altres, Joan Vinyoli i el mateix Mestre.

### La consolidació d'una tasca[calcitació]
L'any 1932, Fabra accedí directament, per raó del seu prestigi, a la càtedra de llengua catalana de la Universitat de Barcelona. Amb ell hi entrava oficialment la llengua catalana, per primera vegada a la història. El 1933, Fabra esdevingué president del patronat de la nova Universitat Autònoma de Barcelona, tot just creada. El diccionari del 1932, ja esmentat, i conegut popularment com a Diccionari Fabra o el Pompeu, fou pensat com l'esbós –«canemàs», en digué el mateix Fabra– d'un futur diccionari oficial de l'Institut d'Estudis Catalans. Els criteris que van presidir la confecció del diccionari poden resumir-se així:
1. Exclusió d'arcaismes i dialectalismes d'àmbits més aviat restringits.
2. Previsió de bandejar els mots que, amb el temps, perdessin vigència.
3. No admissió de mots forasters manllevats d'altres llengües que substituïssin mots propis del català o bé que impossibilitessin de crear-ne de nous.
4. Incorporació de mots tècnics, prèviament catalanitzats, d'origen grecollatí i d'abast universal.

### Darrers anys
El 1934 va ser detingut arran dels fets d'octubre com a cap del Patronat Universitari, juntament amb la resta de membres de l'organisme. Van ser tancats al vaixell-presó Uruguay, on també es trobava empresonat el Govern català. Hi va estar tancat durant sis setmanes i un dia. El 8 de desembre la seva causa va ser sobreseguda i va ser posat en llibertat. No obstant això, cal destacar que durant el seu captiveri no va abandonar la seva obra, amb permís de les autoritats del vaixell va fer algunes conferències, que van ser seguides pels polítics i intel·lectuals empresonats i que impressionà els guàrdies.
L'any 1934 va ser un dels signants del manifest "Per la conservació de la raça catalana". Aquest manifest racista encaixa en l'època en què l'eugenèsia humana era un tema negociable, però a l'Alemanya nacionalsocialista d'aquells dies va provocar assassinats industrials de jueus, homosexuals, gitanos i sints i altres excessos.
El 1937 va publicar Les principals faltes de gramàtica, llibre de caràcter divulgatiu entorn de la llengua editat per l'Editorial Barcino en el marc de la Col·lecció Popular Barcino, revisada per Fabra i coescrita amb Jeroni Marvà (pseudònim d'Artur Martorell i Emili Vallès) i Bernat Montsià (pseudònim de Cèsar August Jordana).
L'hivern de 1939 va anar a la casa de Sant Feliu de Codines, des d'on marxa a l'exili a l'Estat francès. Tot i que la seva figura no era perseguida, per la seva situació inestable, cada vegada era més difícil viure a Catalunya, i la seva condició de republicà i catalanista el van fer marxar. Abans es va reunir amb alguns companys, com Joan Oliver o Antoni Rovira i Virgili, per decidir continuar l'obra de la Institució de les Lletres Catalanes, fos dins o fora de Catalunya. Finalment, la matinada del 24 de gener la família Fabra va partir de casa seva, Can Viladomat, amb direcció Girona, després a Bescanó, Olot i Agullana, on al cap de pocs dies van començar a arribar refugiats. Van travessar la frontera franco-espanyola el 31 de gener del 1939, cinc dies després que entressin les tropes del general Franco a Barcelona. Després va viure un llarg pelegrinatge amb estades a París, Montpeller, Perpinyà i, finalment, Prada de Conflent, al número 15 del carrer dels Marxants.
El 30 de gener del 1940, el tribunal provincial de responsabilitats polítiques de Barcelona els va obrir a l'editor Josep Queralt i Clapés i a ell un expedient –el 2223– com a sospitosos de filiació catalanista. La Guàrdia Civil el va acusar de ser un «element separatista acèrrim», sentència que va corroborar el mateix tribunal regional en catalogar-lo d'«hostil a les coses d'Espanya». El 10 de maig del 1941 es va dictar sentència. Pompeu Fabra va ser condemnat a pagar una multa de 5.000 pessetes pel seu catalanisme «i profund menyspreu i enemistat cap a Espanya», sanció que va anar acompanyada d'«una inhabilitació absoluta perpètua i estranyament perpetu del territori nacional». La situació financera, però, en què es trobava Pompeu Fabra va provocar que, el 15 d'octubre del 1941, el jutge Francisco Eyre Varela decretés la seva insolvència. El 15 de març del 1947, l'Audiència Provincial de Barcelona va deixar sense efecte la sentència. Haurien de passar 11 anys perquè la comissió liquidadora de la normativa els acabés indultant i restituint-ne l'honor, encara que fos a títol pòstum.
Entre el 14 de setembre del 1945 i el 22 de gener de 1948, va ostentar el càrrec de conseller de la Generalitat a l'exili.
Els darrers anys de la seva vida van ser molt precaris, vivint gràcies al menjar i roba que li feien arribar. Malgrat les condicions adverses, continuà treballant i enllestí una nova Gramàtica catalana, publicada pòstumament el 1956 per Joan Coromines, i les Converses filològiques.

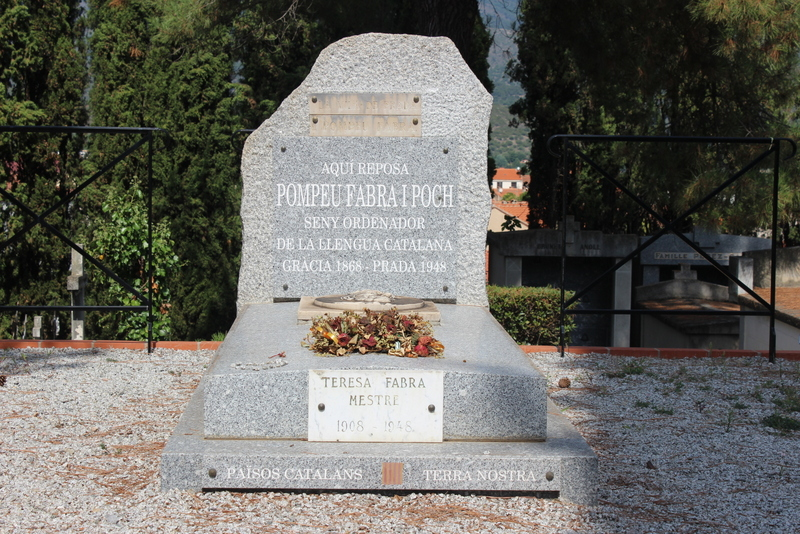
Tomba de Pompeu Fabra a Prada

L'any 1947 li diagnostiquen un càncer a la seva filla Teresa, un fet que el va trasbalsar; va fer que prengués consciència de la seva edat i comencés a pensar tot sovint en la mort. Tant és així que el 27 de novembre de 1947 va anar a Andorra a fer testament. La mort de la seva filla va afectar moltíssim Pompeu Fabra, que aleshores estava a punt de fer 80 anys. Les paraules de Joan Alavedra al seu enterrament recullen el sentiment de la comunitat de catalans exiliats que estaven preparant una celebració pel vuitantè aniversari del filòleg transmutada en dol per la pèrdua familiar. Amb tot, l'homenatge pel seu vuitantè aniversari es va acabar fent i la comunitat catalana a l'exili li va oferir una medalla d'or adquirida per subscripció popular, amb el seu bust modelat per l'escultor Joan Rebull.
Va morir a la seva residència de Prada el 25 de desembre de 1948.

## Vida ciutadana

### Ateneu Barcelonès
Va estar vinculat al llarg de la seva vida a l'Ateneu Barcelonès.Ingressa com a soci resident l'any 1891, inscrit a la secció de literatura. Es dona de baixa i alta diverses vegades. Novament formalitza l'alta com a soci resident a l'Ateneu Barcelonès el 13 de juny del 1913. Fins al juny de 1938 és soci de l'Ateneu Barcelonès, any dirigit per l'Associació Ateneistes de Barcelona, i és a partir d'aquesta data quan es perd el seu seguiment associatiu en el registre de socis de l'Arxiu Històric de l'Ateneu Barcelonès. En va ser president entre 1924 i 1926. L'arxiu de l'ateneu custodia dues fotografies i diverses lletres i escrits de Fabra.

### Esport
Fabra va considerar l'esport indispensable per a la formació de la persona i l'articulació de la nació, i va ser el màxim dirigent de l'esport català durant els anys de la República, fins que va cessar la seva activitat quan va esclatar la Guerra Civil. Sempre va considerar els esports des del vessant de l'educació física i el lleure, sense donar importància a l'aspecte competitiu. Quan va tornar a Catalunya, el 1914 va ser un dels fundadors del Badalona Lawn-Tennis Club, de la Junta del qual fou president. Posteriorment, fou elegit president de l'Associació de Lawn Tennis, l'avui Federació Catalana de Tennis. Més tard, quan l'any 1933 es va crear la Unió Catalana de Federacions Esportives, en va esdevenir el primer president. A més, formà part de la secció de tennis del FC Barcelona. Solia jugar a tennis a les pistes que pertanyien a la fàbrica química Cros, a Badalona, amb la seva filla Carola.
En un reportatge parlà sobre la importància del tennis a Catalunya. «És, la nostra terra, un dels focus principals de la Península. Els altres són a Madrid, a Bascònia, a Huelva i ara, comença a conrear-se en altres ciutats. El tennis a Catalunya ha assolit un grau remarcable d'importància i de prestigi, no sols pel crescut nombre de gent que hi juga, sinó per la qualitat excel·lent de molts jugadors, que ultrapassa la dels millors d'altres llocs esmentats». Amb la presidència de la Unió Catalana de Federacions Esportives, Fabra esdevingué el màxim dirigent de l'esport català durant els anys de la República, fins que va cessar la seva activitat quan va esclatar la Guerra Civil.

#### Excursionisme
Entre els esports, destacà l'excursionisme. Fabra va estar vinculat durant tota la vida al que s'anomenava excursionisme científic. Fou un gran admirador de la natura, la muntanya i el seu entorn, fent excursions per tota la geografia catalana i també estades en campaments estivals al Pirineu, amb ascensions als pics més elevats. Fou soci del Centre Excursionista de Catalunya des de 1891, on va ingressar poc després de crear-se i on feu algunes conferències. El mateix Fabra va arribar a dir: «Em penso que he recorregut Catalunya tot sol.» L'interès per aquesta activitat rau en la descoberta i coneixement del país a través de l'excursionisme científic, en una època en què els estudiants es formaven a les ciutats sobre temes geogràfics o històrics i es traslladaven als afores per contrastar els seus coneixements. Era d'interès també estudiar les formes de vida tradicional de les zones rurals, que canviaven ràpidament a causa de la transformació social del país. Va començar a fer excursions de manera assídua quan va conèixer Jaume Massó i Torrents, amb qui va recórrer indrets de la rodalia de Barcelona, com Collserola. Les excursions entre Barcelona i Camprodon, on vivien alguns dels seus familiars, li servien per reflexionar sobre els paisatges i les paraules dels pagesos i pastors que es trobava al llarg del trajecte. Com que la seva dona i les seves filles preferien no acompanyar-lo, hi anava amb el seu deixeble i col·laborador, Pere Arnalot, i els seus amics Josep Maria de Casacuberta o Lluís Nicolau i d'Olwer.

## Homenatges

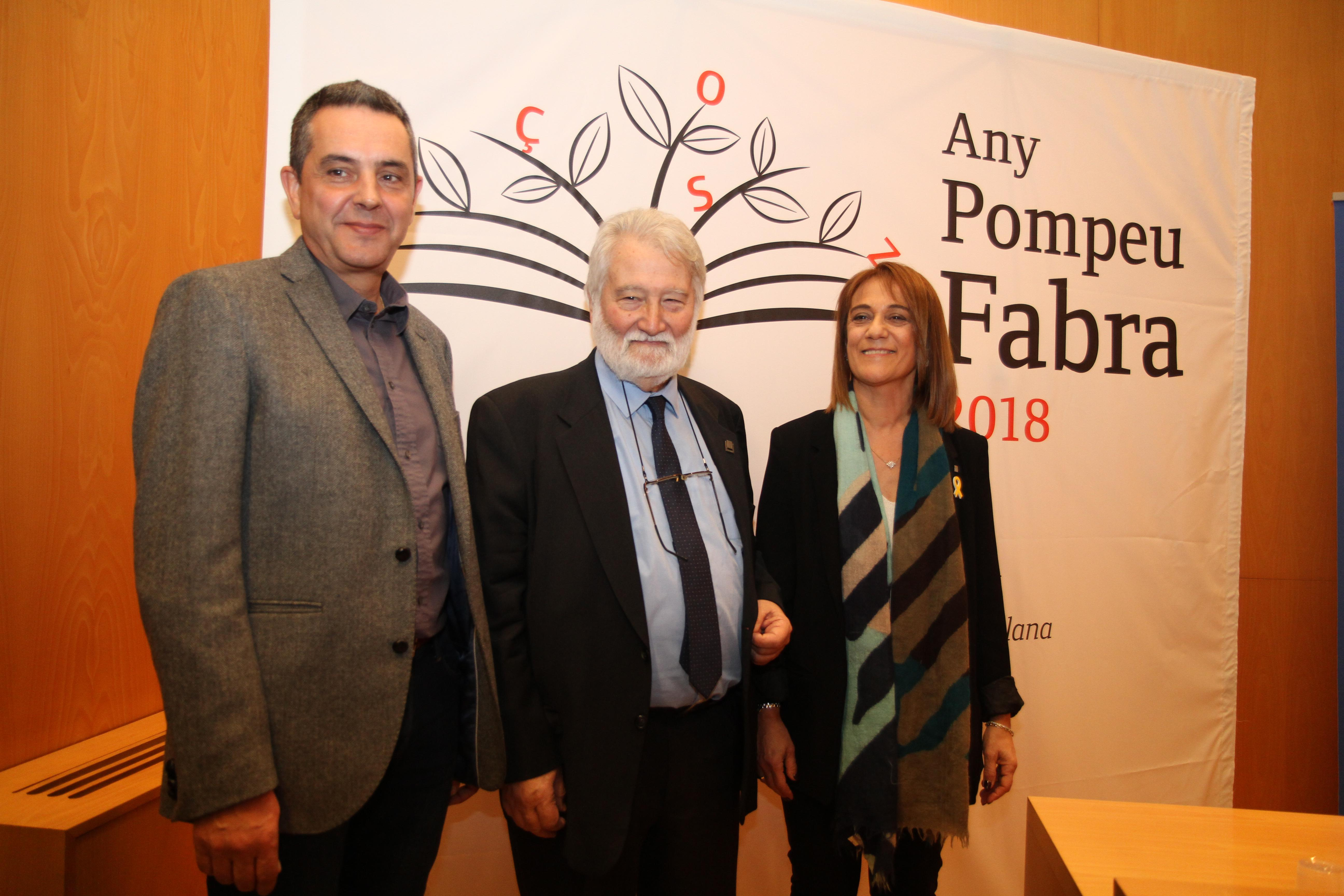
La directora general de Política Lingüística, Ester Franquesa; el president de l'Institut d'Estudis Catalans, Joandomènec Ros, i el comissari de l'Any Fabra, Jordi Ginebra, en la presentació del Any Fabra.

Són molts els llocs, institucions o celebracions que han dut el nom de Fabra. Són incomptables els carrers, places o avingudes de molts pobles i ciutats de Catalunya que duen el nom del filòleg. N'és un exemple l'avinguda de Pompeu Fabra a Barcelona, batejada així l'any 1980, situada al barri de la Salut de Gràcia, lloc de naixement de Fabra i on va passar la seva infantesa. També al barri de Gràcia es van instal·lar dos monuments, amb motiu de les Festes Fabra de 1982 i 1993, a la plaça de Lesseps i als Jardinets de Gràcia. Segons la base de dades obertes de noms de carrers de 2021, hi ha més de 260 carrers o places a Catalunya dedicats al mestre Pompeu Fabra.
Per la seva banda, la fundació d'Òmnium Cultural, el 1968 es va organitzar un primer Any Pompeu Fabra, amb l'objectiu de donar a conèixer Fabra arreu de les terres de parla catalana i difondre'n la vida i l'obra i també, a proposta de Joan Triadú, es van començar a fer, de forma itinerant, les Festes Populars de Cultura Pompeu Fabra, un dels objectius de la qual era que a cada lloc on se celebressin quedés una referència (carrer, placa, monument…). El 18 de juny de 1990 la Generalitat de Catalunya també va aprovar la creació de la Universitat Pompeu Fabra, en record del mestre, que ha organitzat diverses jornades per donar a conèixer el filòleg entre els estudiants. L'any 2018, en commemoració del 150è aniversari del seu naixement i dels 100 anys de la publicació de la gramàtica catalana normativa, la Generalitat organitzà la celebració de l'Any Pompeu Fabra, durant el qual es van fer un gran nombre d'activitats en la seva memòria i amb la participació de moltes entitats, institucions i ciutadans.
L'Institut d'Estudis Catalans també dedicà diversos espais a qui va ser un dels set fundadors de la Secció Filològica l'any 1911. Per exemple, l'Espai Pompeu Fabra, que recull una mostra de materials relacionats amb el Mestre procedents de l'Arxiu de l'Institut d'Estudis Catalans, els quals pretenen reflectir la vinculació de Fabra amb la institució i la seva valuosa aportació a la llengua catalana, o bé el Fons Pompeu Fabra de Jordi Mir, que està format per 1.535 registres d'obra impresa. Tot aquest material està catalogat i ordenat a les dependències de l'IEC.

### Badalona
La ciutat de Badalona conserva un fort vincle amb Fabra, on el filòleg va residir durant gairebé 30 anys, i on elaborà la seva obra més important i coneguda, el diccionari, en què es recullen alguns localismes d'indubtable origen badaloní, com badiu o micaco. En vida seva, el 28 de gener de 1934, l'Ajuntament de Badalona li va concedir la medalla d'Or de la ciutat, al costat d'Enric Borràs i Margarida Xirgu, i el va nomenar Fill Adoptiu en reconeixement de la seva tasca i mèrits en pro de la llengua, el seu talent, les seves virtuts cíviques, així com per la seva estima per la ciutat. Fabra va agrair l'homenatge recordant també la tasca de molts altres que havien treballat per a la reconstrucció de la llengua catalana, mentre que, per la seva banda, l'alcalde Josep Casas, li va respondre: «Estic orgullós de pensar que, a l'avenir, la història, en comentar la vostra obra, tindrà un record per al nostre poble.» L'any següent també es convocaren, a proposta de diverses entitats locals, el Premi Pompeu Fabra, que no es va arribar a concedir mai.
Amb posterioritat la ciutat li ha dedicat diversos homenatges. Encara durant el franquisme, el 1969 les autoritats locals van tolerar anomenar amb el seu nom un carrer al barri de Canyadó, secundari, amb poc veïnat i llunyà del centre de la ciutat. Ja en democràcia, el 1985 es col·locà un monòlit de marbre per part d'Òmnium Cultural en el marc de les XVII Festes Populars de Cultura. Especialment, l'any 2010 es van dur a terme diverses iniciatives, entre les quals destaca que, d'acord amb una reivindicació ciutadana de donar el nom de Fabra a un espai important de la ciutat, es donà el nom a la nova plaça central, que també va donar nom a l'estació de metro (L2) de Badalona Pompeu Fabra. També s'organitzà una exposició a l'Espai Betúlia, on s'entrellaçaven els tres conceptes de llengua, Fabra i Badalona, a més es col·locà una placa a la que fou la seva darrera residència, al carrer de la Mercè. El 2018 també s'inaugurà oficialment, si bé feia anys que es duia a terme, la ruta Pompeu Fabra, amb una desena de punts clau senyalitzats a la via pública relacionats amb la vida de Fabra a la ciutat.

## Obra

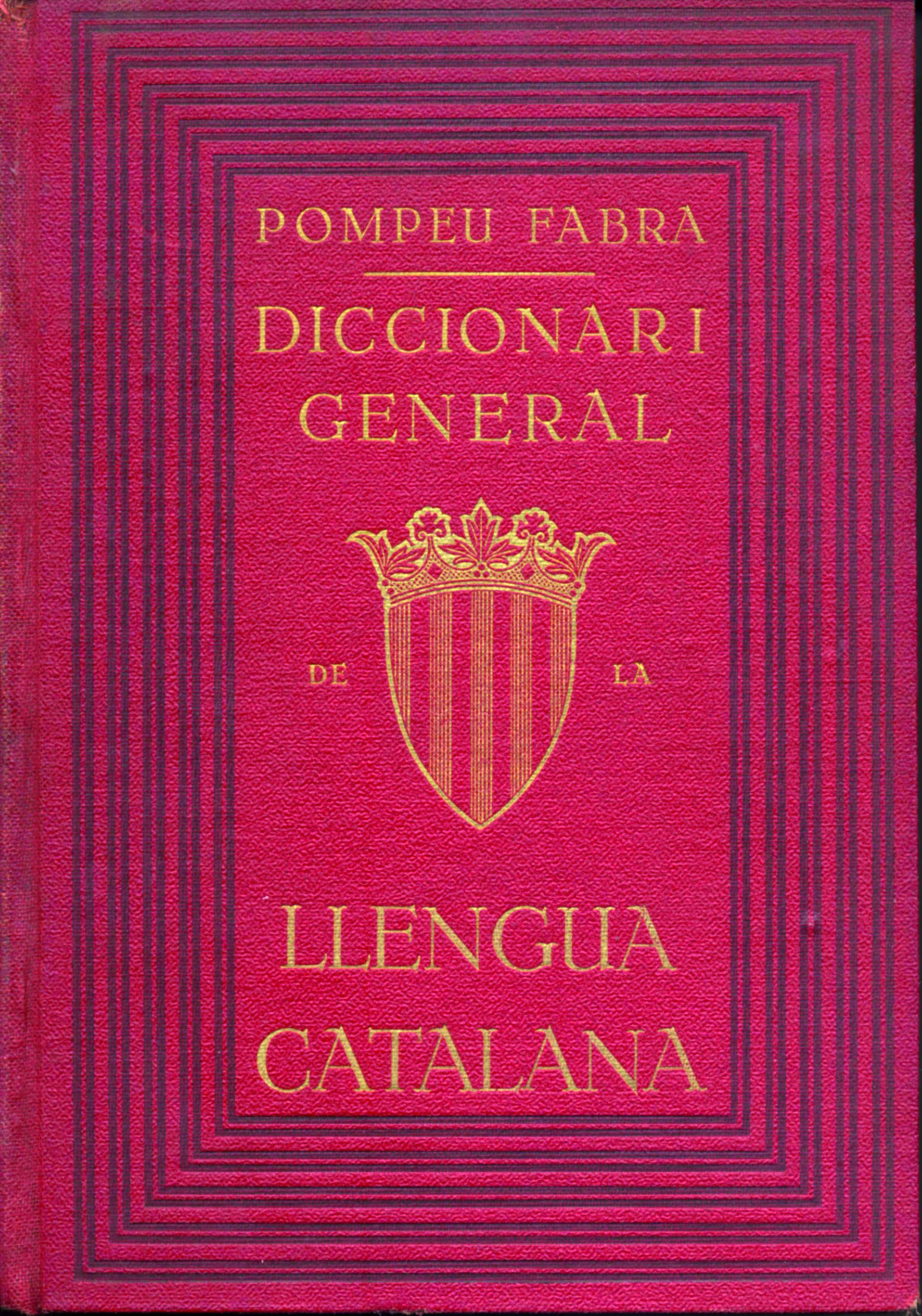
Portada de l'edició del volum únic de 1932 del Diccionari General de la Llengua Catalana.

La tasca de Fabra per a ordenar la llengua catalana va ser fecunda i d'una importància cabdal. Pretenia donar a la llengua aquella fesomia, aquella capacitat d'expressió i aquella funció política i social que hauria tingut sense l'abandonament cultural i polític i la submissió a d'altres llengües que havia patit durant segles. En definitiva, convertir-la en una llengua de cultura, moderna, apta i funcional per a les necessitats comunicatives de la societat contemporània i adaptable a l'expressió de la ciència i el pensament.
Mentre va ser a Bilbao, on es mudà l'any 1902, va preparar la Gramática de la lengua catalana (1912). Ja a la ciutat de Badalona, l'Institut d'Estudis Catalans promulgà les Normes ortogràfiques (1913), sobretot obra seva, que presenten la part essencial de les regles d'ortografia defensades pel grup L'Avenç i que van ser la base per a la formació del Diccionari ortogràfic, compilat sota la seva direcció (1917). L'any 1918, també mentre s'estava a Badalona, Fabra va publicar, per encàrrec de l'Institut d'Estudis Catalans (que la va adoptar com a oficial) la Gramàtica catalana. Ell mateix redactà, durant el període badaloní, el conegut Curs mitjà de gramàtica catalana, publicat per l'Associació Protectora de l'Ensenyança Catalana (1918).
Durant el període badaloní, Pompeu Fabra elaborà la seva obra més important i coneguda: el Diccionari general de la llengua catalana. En aquest diccionari, s'hi reconeixen alguns localismes d'indubtable referència badalonina.

### Obres completes
Les Obres completes de Pompeu Fabra són el resultat d'un projecte de recerca de la Generalitat de Catalunya, l'Institut d'Estudis Catalans i el Govern de les Illes Balears, fruit d'un conveni de col·laboració signat l'any 2002. Els nou volums que les formen recullen de la bibliografia essencial de Fabra fins a escrits ignorats i fins i tot inèdits. En són un exemple les notes preses per alguns dels seus alumnes en conferències i cursos, que revelen continguts que no apareixen en les obres del lingüista, o bé idees gramaticals en estat embrionari que posteriorment van ser exposades en obres seves.
El primer volum inclou les tres primeres gramàtiques, de 1891, 1898 i 1912; el segon, les cinc gramàtiques publicades entre 1918 i 1946 i diversos cursos orals; el tercer, la gramàtica francesa de 1919 i l'anglesa de 1924, juntament amb una sèrie d'articles tècnics publicats entre 1887 i 1926; el quart volum conté l'obra ortogràfica de Pompeu Fabra (Tractat d'ortografia de 1904, les Normes ortogràfiques de 1913 i el Diccionari ortogràfic de 1917-1937) i els manuals lingüístics publicats per l'Editorial Barcino; el cinquè, el Diccionari general de la llengua catalana de 1932; el sisè, les gramàtiques de 1918-1933, la gramàtica catalana de 1946 i la gramàtica pòstuma de 1956, a més de les traduccions teatrals; el setè conté les Converses filològiques; el vuitè, l'Epistolari de Fabra i el Curs de llengua catalana per correspondència, i el novè i darrer inclou textos i materials del lingüista trobats en diferents publicacions, una cronologia general de la seva vida i obra i una bibliografia sobre l'obra i la figura de Fabra. A partir del març del 2018, tota la seva obra es troba digitalitzada i es pot consultar en línia en el Portal Pompeu Fabra.